# Anna Jarvis
Anna Jarvis (Webster, 1º maggio 1864 – West Chester, 24 novembre 1948) è stata l'ideatrice della Festa della mamma negli Stati Uniti d'America.

## Biografia
Anna Marie Jarvis era nata da Granville E. e Ann Marie (nata Reeves) Jarvis il 1º maggio 1864 a Webster, Contea di Taylor, Virginia Occidentale. Il suo luogo di nascita, oggi conosciuto come Anna Jarvis House, è stato elencato nel Registro Nazionale dei luoghi storici dal 1979. Anna era la nona di undici bambini; sette dei fratelli morirono alla nascita o nei primi anni di vita. La famiglia, durante la sua infanzia, si trasferì in seguito a Grafton, sempre nella Contea di Taylor. 
Ann Reeves Jarvis era stata un'attivista sociale, fondatrice dei Mothers' Day Work Clubs, oltre a dimostrare una grande capacità di aggregazione all'interno della sua comunità durante la guerra civile americana. Ann era amica di Julia Ward Howe, che aveva sostenuto per la prima volta nel 1870 l'idea di una festa della mamma come invito alle madri in tutto il mondo a lavorare insieme per la pace. Come donna rafforzata dalla sua fede, era molto attiva all'interno della comunità cristiana di Andrews Methodist Episcopal. Fu durante una delle lezioni domenicali nel 1876 che sua figlia Anna Jarvis presumibilmente trovò la sua ispirazione per la festa della mamma, mentre Ann chiuse la lezione con una preghiera, recitando: 
(Ann Reeves Jarvis)
Con l'incoraggiamento di sua madre, Anna Jarvis frequentò l'università e ricevette un diploma per al termine dei due anni di corso presso il seminario femminile di Augusta a Staunton, Virginia, oggi noto come Mary Baldwin University. Jarvis tornò a Grafton per lavorare nella scuola pubblica, mantenendo stretti legami con la mamma, aiutandola inoltre come membro attivo della chiesa stessa.
In seguito lo zio, il dottor James Edmund Reeves, la persuase a trasferirsi a Chattanooga, nel Tennessee, Anna vi lavorò come impiegata bancaria per un anno. L'anno seguente, si trasferì di nuovo, questa volta per vivere con suo fratello a Filadelfia, Pennsylvania, malgrado la richiesta della madre di tornare a Grafton. Jarvis ebbe successo a Filadelfia, assumendo una posizione presso la Fidelity Mutual Life Insurance Company, dove era diventata il primo editor di letteratura e pubblicità femminile dell'agenzia. Altro risultato di successo fu diventare un'azionista nella Quaker City Cab Company, attività del fratello.
Anche mentre era lontana da Grafton, Anna Jarvis aveva mantenuto una fitta corrispondenza con sua madre. Ann Reeves Jarvis era orgogliosa dei successi di sua figlia e le lettere stesse servivano a mantenere stretti i legami tra madre e figlia. Dopo la morte del padre di Jarvis, Granville, nel 1902, aveva invitato sua madre a trasferirsi a Filadelfia per rimanere con lei e suo fratello. Entrambi i fratelli e la sorella erano preoccupati per la salute della madre e Ann Reeves Jarvis alla fine accettò di trasferirsi a Filadelfia nel 1904 quando i suoi problemi cardiaci lo resero indispensabile. Jarvis trascorse la maggior parte del suo tempo a prendersi cura di sua madre man mano che la salute di Ann Reeves Jarvis diminuiva; la signora Jarvis morì infine il 9 maggio 1905, lasciando quattro figli.

## La festa della mamma
Il 10 maggio 1908, tre anni dopo la morte di sua madre, Anna Jarvis organizzò una cerimonia commemorativa per onorare sua madre e tutte le madri della chiesa episcopale metodista Andrews, oggi considerato un santuario internazionale della festa della mamma, a Grafton, Virginia Occidentale. Il Santuario internazionale della festa della mamma è considerato un punto di riferimento storico nazionale dal 5 ottobre 1992. 
Anche se Anna Jarvis non prese parte a questa cerimonia, aveva inviato un telegramma per descrivere il significato della giornata e cinquecento garofani bianchi per tutti coloro che partecipavano alla cerimonia. Nel frattempo parlava a Filadelfia presso l'Auditorium Store di Wanamaker, partecipando idealmente con il suo pubblico tramite la potenza del suo discorso.

## Commercializzazione, conflitto e ultime fasi della vita
Anche se la proclamazione nazionale rappresentava una convalida pubblica dei suoi sforzi, Anna Jarvis ha sempre ritenuto di essere il leader della giornata commemorativa e quindi mantenuto la sua convinzione consolidata nel senso sentimentale della giornata per onorare tutte le madri e la maternità. Anna Jarvis dava particolare valore il simbolismo di alcuni elementi tangibili come il garofano bianco, che ha descritto come: 
(Anna Jarvis)
Anna Jarvis si riferiva spesso alla memoria della madre in occasione dei suoi sforzi per affermare come rilevante il lato sentimentale della giornata e mantenere nel contempo il proprio ruolo di fondatrice della festa. Infatti, oltre compiere ogni sforzo per mantenere la sua posizione e il riconoscimento come ideatrice della festa, la signora Jarvis ha lottato contro le forze di commercializzazione che ne hanno deformato il messaggio originale. Tra queste l'industria della confezione, del commercio floreale e delle stampe dei biglietti augurali. Purtroppo proprio i simboli che lei aveva valorizzato per la loro sentimentalità, come il garofano bianco, diventarono facilmente mercificati e commercializzati.
Tuttavia, i suoi sforzi per attenersi al significato originale della commemorazione hanno avuto come conseguenza delle difficoltà economiche. Mentre altri traevano profitto dalla celebrazione, Anna Jarvis non lo ha mai fatto ed ha trascorso gli anni successivi della sua vita con sua sorella Lillie. Nel 1943 iniziò a organizzare una petizione per annullare la festa della madre. Tuttavia, questi sforzi sono cessati quando è stata posta nel Sanitarium Square Marshall a West Chester, in Pennsylvania.
Anna Jarvis morì il 24 novembre 1948 e fu sepolta accanto alla madre, alla sorella e al fratello nel West Laurel Hill Cemetery, nei pressi di Filadelfia, a Bala Cynwyd, Pennsylvania. Anna Jarvis non si è mai sposata né ha avuto figli.